# Lanjarón (kommunhuvudort)
Lanjarón är en kommunhuvudort i Spanien.   Den ligger i provinsen Provincia de Granada och regionen Andalusien, i den södra delen av landet, 400 km söder om huvudstaden Madrid. Lanjarón ligger 667 meter över havet och antalet invånare är 3 773.
Terrängen runt Lanjarón är bergig österut, men västerut är den kuperad. Runt Lanjarón är det ganska glesbefolkat, med 35 invånare per kvadratkilometer. Närmaste större samhälle är Motril, 18,9 km söder om Lanjarón. 